# Куваши
Куваши — село в Златоустовском городском округе Челябинской области России.

## География
Находится в 16 км от окружного центра города Златоуста, на реке Куваш, вблизи её устья.

## История
Основано во второй половине XIX века как выселок из Златоустовского завода. Именовано по реке, однако не нашла рационального объяснения форма этого названия, отличная от имени реки.
15 февраля 2013 года около села упал один из обломков челябинского метеорита.
В 1968 году в состав села включен посёлок Печи.

## Население
| 2002 | 2010 |
| ---- | ---- |
| 546  | ↘467 |

## Учреждения культуры
￼В селе функционирует клуб с. Куваши, структурное подразделение МБУК "СЦКС". 
В селе действует библиотека — филиал ЦБС Златоустовского городского округа